# كروم بوك
كروم بوك (بالإنجليزية: Chromebook)‏ هو حاسوب شخصي يعمل بنظام جوجل كروم كنظام تشغيل أساسي. وقد صممت هذه الأجهزة لاستخدامها أثناء الاتصال بالإنترنت ودعم التطبيقات الموجودة على شبكة الإنترنت، بدلًا من التطبيقات التقليدية مثل مايكروسوفت أوفيس وفوتوشوب الموجودة على الجهاز نفسه.
يعتبر جهاز كروم بوك من أهم أمثلة حواسب الزبون النحيف. تم الإعلان عن أول أجهزة كروم بوك للبيع في مؤتمر جوجل آي/أو في مايو 2011، وذلك من قبل شركتي إيسر وسامسونج، وبدأ الشحن في 15 يونيو 2011. ثم دخلت لينوفو، وهيوليت باكارد وجوجل نفسها السوق في أوائل عام 2013. وبالإضافة إلى نماذج الحاسوب المحمول، أدخلت نسخة مكتبية، وسميت كروم بوكس Chromebox، وقدمت في مايو 2012.
وتباع هذه الأجهزة على شبكة الإنترنت في المقام الأول، سواء بصورة مباشرة من جوجل أو من شركائها التجاريين. بحلول عام 2012، أصبحت المدارس أكبر فئة من العملاء. وفي شهر أكتوبر من العام، وسّعت جوجل إستراتيجية التسويق لتشمل من يستخدمون الحاسوب لأول مرة والأسر التي تسعى للحصول على حاسوب إضافي. وكانت ردود النقاد عن الجهاز مشككة في البداية، وكانت مقارنات بعض النقاد سلبية، مثل جوي سنيدون وديفيد بوج، وانتقدت قيمة أجهزة كروم بوك مقارنة بأجهزة الكمبيوتر المحمولة الكاملة والتي تعمل على نظام التشغيل مايكروسوفت ويندوز. تم تبديد هذه الشكوك في مراجعات آلات أيسر وسامسونج التي تم تسعيرها بمبلغ 200 دولار و250 دولار على التوالي. في فبراير 2013، أعلنت شركة جوجل عن إنتاج جهاز كروم بوك بكسل وبدأت بشحنه في الأسواق، وهو جهاز فخم بسعر 1299 دولار.
في أكتوبر 2012 قال سيمون فيبس عندما كتب في مجلة إنفو ورلد، «كروم بوك هو على الأرجح أنجح جهاز مكتبي أو محمول يعمل على لينكس رأيناه حتى الآن».

## تاريخه

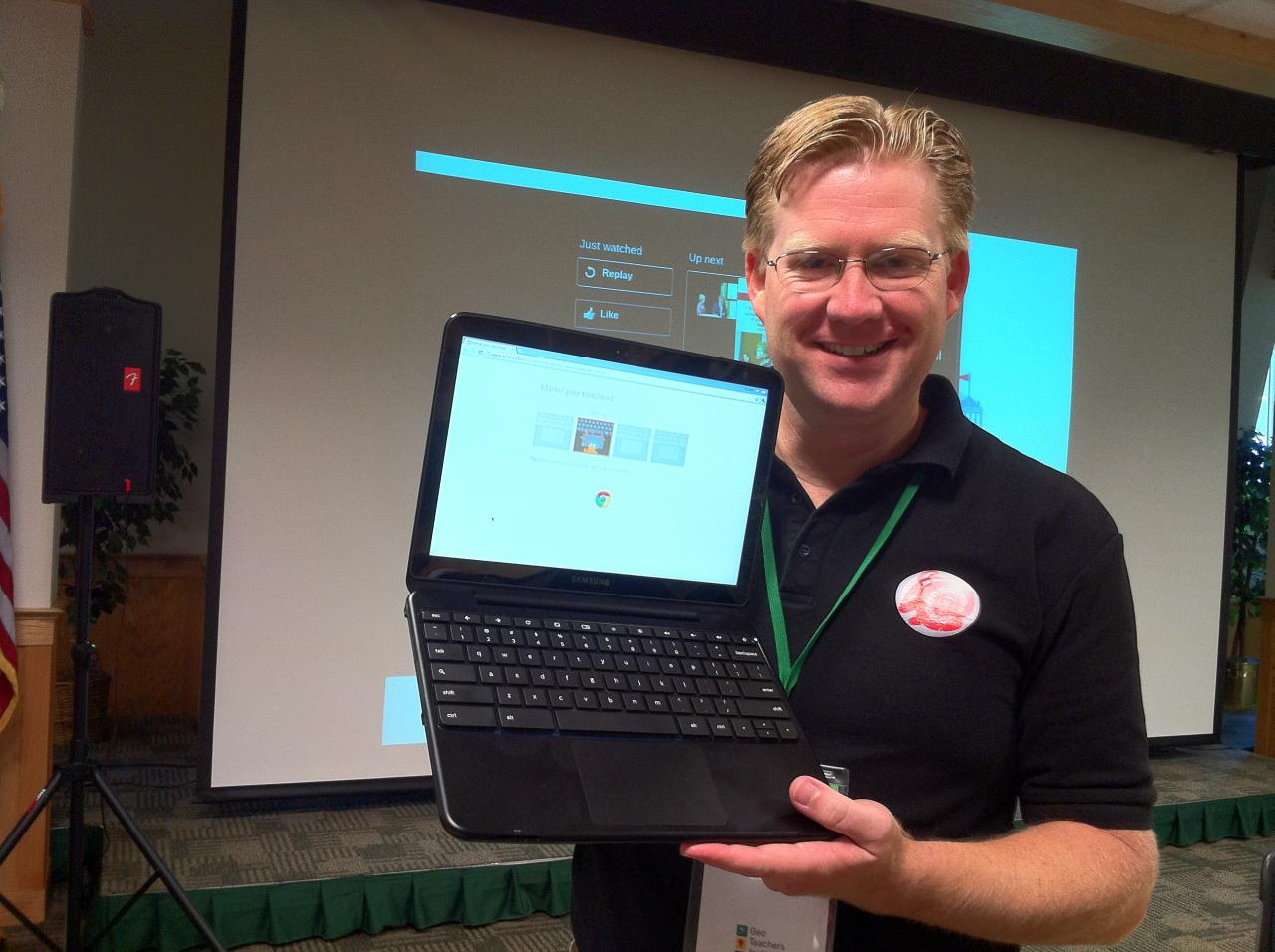
النسخ الأولية لجهاز كروم بوك

في ديسمبر عام 2010 م، أعلنت جوجل عن طرح أجهزة كروم بوك لأول مرة في مؤتمرها، تم طرحه كنسخ تجريبية فقط للمطورين وللمبرمجين ولم يكن متاحا للبيع، وكان الهدف الرئيسي من طرحه هو تجربة أداء نظام تشغيل كروم أو أس، وكانت أول نسخة تطرح هي كروم بوك CR-48 بدون أن يشتمل على اسم الشركة المصنعة.
وفي صيف عام 2011 أعلنت كلا من سامسونج وأيسر عن طرح أجهزة كروم بوك للبيع، وكانت الأجهزة المتاحة هي Acer AC700 وSamsung Series 5. وبعدها توالت الشركات طرح العديد من الاصدارات، حيث قامت سامسونج فيما بعد بطرح السلسلة 5 550 (Samsung Series 5 550) ثم السلسلة 3 (Samsung Series 3)، وفي عام 2013 طرحت أجهزة كروم بوك بيكسل والتي شهدت تطويرا كبيرا.

## التصميم

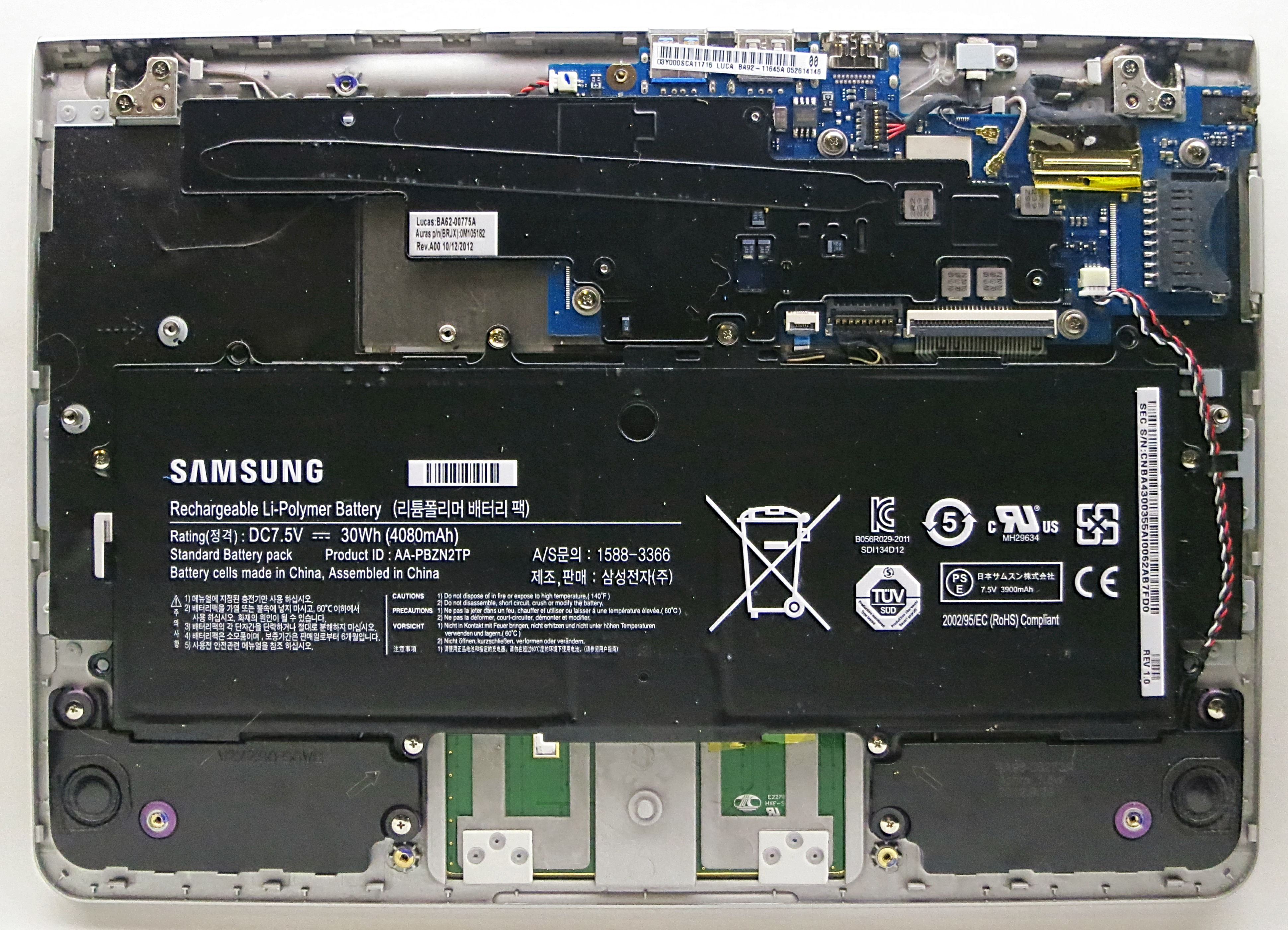
سامسونغ كروم بوك 3 بعد إزالة الغطاء السفلي

تعمل أجهزة الكروم بوك بنظام جوجل كروم أو إس، وهو نظام تشغيل يستعمل نواة لينكس ومتصفح ويب جوجل كروم مع مشغل وسائط متكامل. إمكانات الجهاز محدودة دون اتصال، وطبقا لجوجل فإن زمن إقلاعه يبلغ ثمان ثواني فقط (يتغير زمن الإقلاع حسب الأجهزة، فمثلا تزعم جوجل أن حاسوب إيسر سي7 يقلع في 18 ثانية)، صمم الكروم بوك أوليا لكي يستعمل ما هو مربوط على الإنترنت. بدلا من تركيب تطبيقات تقليدية مثل معالجة الكلمات والإرسال الفوري، يضيف مستخدمو الويب تطبيقات من مخزن جوجل كروم. وتزعم جوجل بأن البناء الأمني متعدد الطبقات يلغي الحاجة لبرامج مكافحة الفيروسات.
يوجد به دعم للكثير من المخارج مثل اليو إس بي والكاميرات وفأرة الكمبيوتر ولوحة المفاتيح الخارجية وأدوات الفلاش، وهي مشابهة لوظائف ركب وشغل على أنظمة التشغيل الأخرى. وكما نموذج Cr-48، فلدى الكروم بوك لوحة مفاتيح مخصصة مكتملة بالأزرار لفتح أو التحكم بنوافذ المتصفح المتعددة، بالإضافة إلى زر البحث عن مواقع الويب الذي يستبدل مفتاح كابس لوك (يتم تشغيل كابس لوك بضغط كلا مفتاحي شيفت سوية).
قدّر تحليل مكونات سلسلة سامسونغ 5 من قبل iFixit في يونيو 2011 أن تكلفة الوحدة الإنتاجية حول الولايات المتحدة 322 دولار في المواد 12 دولار في تكلفه العمل. وبسعر مفرد في الولايات المتحدة 499.99 دولار والشحن والتسويق، وهوامش البيع بالمفرد والبحث والتطوير تشير بأن هوامش الربح على الكروم بوك ضئيلة جدا، وتطلب خط إنتاج كبير لتحقيق الأرباح.

## الموديلات

### جوجل كروم بوك

#### Cr-48

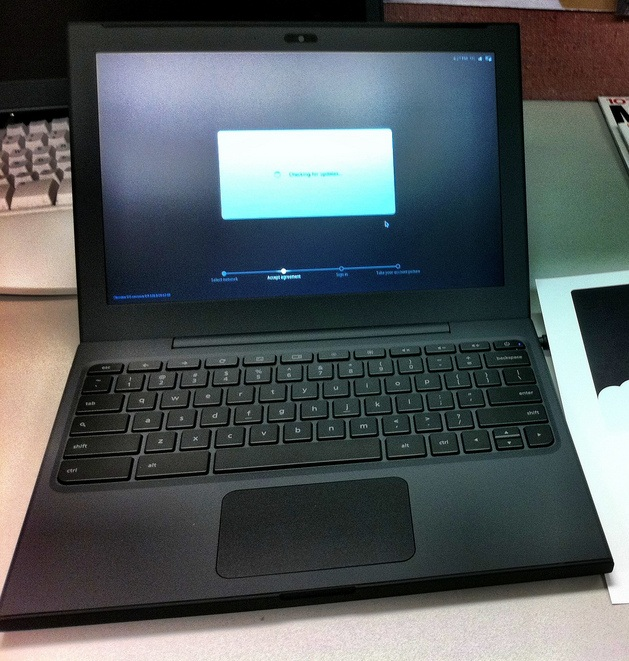
حاسوب Cr-48 يظهر شاشة التثبيت عندما يتم تشغيله بطراز كروم بوك

في اجتماع صحفي عقد في 7 ديسمبر 2010، أعلنت جوجل عن أول جهاز كروم بوك Cr-48، وهو جهاز إشارة مصمم لاختبار نظام كروم أو إس. سمي الجهاز على اسم كروميوم-48، وهو نظير مشع غير مستقر من معدن الكروميوم. وخرج تصميم الحاسوب عن التقاليد باستبدال مفتاح كابس لوك بمفتاح مخصص للبحث.
تم طرح Cr-48 للاختبار فقط وليس للبيع. واجهت جوجل الشكاوى بعدم جدوى نظام التشغيل عندما لا يكون الجهاز موصولا بالإنترنت، فعرضت نسخة غير متصلة لجوجل دوكس، وأعلن خطة تتضمن بطاقة جيل ثالث تعطي المستعملين 100 ميغابايت من البيانات مجانا كل شهر، مع خطط إضافية مدفوعة ومتوفرة عبر فيريزون.
وزعت جوجل حوالي 60,000 من أجهزة Cr-48 إلى المبرمجين والمراجعين في أوائل ديسمبر 2010، استنتج المراجعون بأنه ورغم حفاظ المشروع على وعوده، فما زال أمامه طريق طويل قبل أن يكون جاهزا للتسويق. آخر أجهزة CR-48 طرح في مارس 2011.
عرضت دفاتر Cr-48 بعض المكونات غير المستعملة، منها متحكم بلوتوث 2.1. مدخل USB يمكنه دعم لوحة مفاتيح، وفأرة، ووصلة إيثرنت، أو مخزن USB، لكن لا يدعم الطابعات، بينما نظام جوجل أو إس لا يقدم أي حزمة طبع. وإضافة أي جهاز آخر خارج المواد المذكورة سابقا قد يسبب بالمشاكل بنموذج الأمان بنظام التشغيل ذو «المعرفة الذاتية». بدلا من هذا يشجع المستخدمون على استعمال خدمة مضمنة مسماة جوجل كلاود برينت للطباعة عبر الطابعات الموصلة إلى حاسباتهم المكتبية، أو بإيصاله بطابعة إتش بي ePrint، أو كوداك هيرو، أو كوداك أي إس بي، أو طابعة إبسون كونكت.

#### الأجهزة التجارية

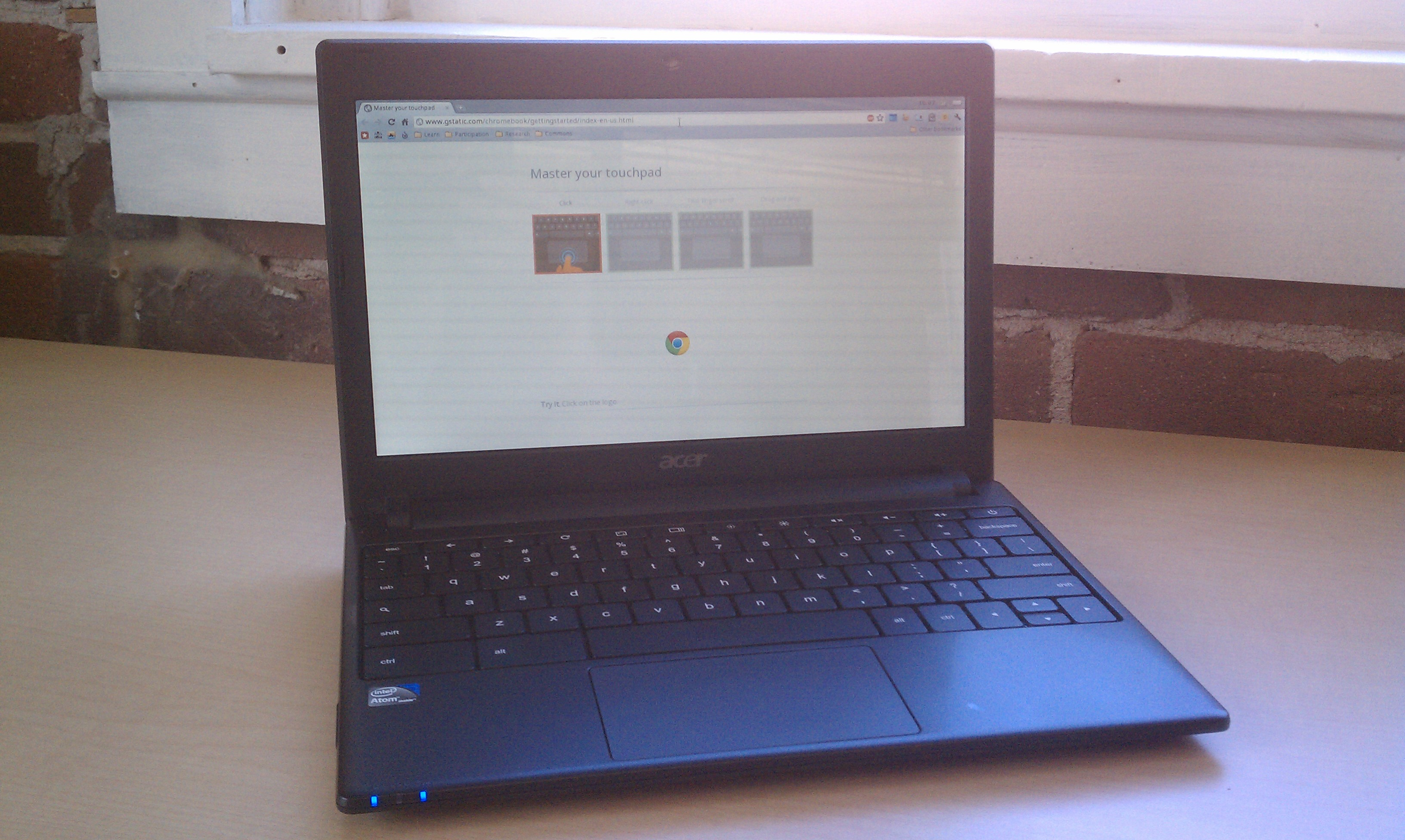
إيسر كروم بوك

أسمت جوجل عددا من الشركاء المطورين الذين يعملون على أجهزة نظام التشغيل، مع آخرين وضعت أسماءهم في الصحافة، ومن هؤلاء إيسر، أدوبي، أسوس، فريسكيل، هيولت باكارد، لينوفو، كوالكوم، تكساس إنسترومنتس، توشيبا، إنتل، سامسونغ، وديل.
أعلن عن أول جهازي كروم بوك تجاريين، صنعا من قبل سامسونغ وإيسر، في 11 مايو 2011 في مؤتمر المطورين جوجل آي/أو. بدأت أسعار المفرق من 349 دولارا، مع موعد شحن في 15 يونيو للولايات المتحدة، المملكة المتحدة وفرنسا وألمانيا وهولندا وإيطاليا وإسبانيا. من المشاركين في عمليات البيع بالمفرد في الولايات المتحدة أمازون بيست باي. أعلنت جوجل أيضا خطة لدفعات شهريا للزبائن في مجال العمل أو التعليم عند 28 و20 دولار لكل مستعمل شهريا، في المجالين على التوالي، لعقد ثلاثة سنوات، بتضمن ذلك البدائل والترقيات.
في تصميم مشابه لجهاز Cr-48، كان كروم بوك متوفرا بدعم واي فاي و3جي من كلا المصنعين. كان سامسونغ كروم بوك متوفر بمقاس 12.1 إنش ودقة شاشة 1280×800 ومدخل VGA صغير. . أما إيسر كروم بوك كان بقياس 11.6 بوصة (290 مليمتر) شاشة ومدخل واجهة متعدد الوسائط عالي الوضوح. تتضمن كلتا النسختين كاميرا إنترنت عالية الدقة ومدخلي يو إس بي 2.0. ولم يتضمن الكروم بوك أو أي من النماذج اللاحقة لقارئ السي دي، فكلا البيانات والتطبيقات تكون موجودة على الغيمة، مع تطبيقات للتحميل والموجودة مخزن كروم ويب أو جوجل بلاي.
زعمت جوجل أن وقت التشغيل هو ثمان ثواني وتستمر البطارية لثمان ساعات بعملية شحن واحدة، وأنه لن يتطلب أي حماية من الفيروسات. الحواسيب المجهزة برابط 3G تستلم 100 ميغابايتات من البيانات اللاسلكية شهريا، وهي مجانية لسنتين، مع جيجابايت إضافي بسعر 20 دولار شهريا. قدمت سامسونغ الأول جهاز كروم أو إس مكتبي يدعى كرومبوكس، في مايو 2012.
ظهر كروم بوك بأقل كلفة له في خريف عام 2012: سلسلة سامسونغ 3 بسعر 250 دولار وإيسر C7 بسعر 200 دولار. في فبراير التالي، قدمت جوجل أغلى أجهزتها، كروم بوك بيكسل، مع سعر مبدئي 1300 دولار.
| المتاح                                             | المصنع       | الموديل           | المعالج                               | عمر البطارية | الرام     | التخزين                               | حجم الشاشة            | الوزن              | السعر الأساسي                                            | المصادر              |
| -------------------------------------------------- | ------------ | ----------------- | ------------------------------------- | ------------ | --------- | ------------------------------------- | --------------------- | ------------------ | -------------------------------------------------------- | -------------------- |
| ديسمبر 2010                                        | جوجل         | Cr-48 (prototype) | 1.66 GHz Intel Atom N455              | 9 ساعة       | 2 جب DDR3 | 16 جب SSD                             | 12.1 بوصة (30.7 سـم)  | 3.8 رطل (1.7 كـغ)  | ليس للبيع التجاري                                        | [ 41 ] [ 42 ] [ 43 ] |
| يونيو 2011                                         | سامسونج      | سلسلة 5 XE500C21  | 1.66 GHz Intel Atom N570              | 6.5 ساعة     | 2 جب DDR3 | 16 جب SSD                             | 12.1 بوصة (30.7 سـم)  | 3.06 رطل (1.4 كـغ) | $349.99 واي فاي $449.99 3G                               | [ 45 ] [ 46 ] [ 47 ] |
| يوليو 2011                                         | أيسر         | AC700             | 1.66 GHz Intel Atom N570              | 6 ساعة       | 2 جب DDR3 | 16 جب SSD                             | 11.6 بوصة (29.5 سـم)  | 3.19 رطل (1.4 كـغ) | $299.99 واي فاي $399.99 3G                               | [ 36 ] [ 48 ] [ 49 ] |
| مايو 2012                                          | سامسونج      | سلسلة 5 XE550C22  | 1.3 GHz Intel Celeron 867             | 6 ساعة       | 4 جب DDR3 | 16 جب SSD                             | 12.1 بوصة (30.7 سـم)  | 3.3 رطل (1.5 كـغ)  | $449.99 واي فاي $549.99 3G                               | [ 51 ] [ 52 ] [ 53 ] |
| أكتوبر 2012                                        | سامسونج      | سلسلة 3 XE303C12  | 1.7 GHz Samsung Exynos 5 Dual         | 6.5 ساعة     | 2 جب DDR3 | 16 جب SSD                             | 11.6 بوصة (29.5 سـم)  | 2.43 رطل (1.1 كـغ) | $249.99 واي فاي $329.99 3G                               | [ 55 ] [ 56 ]        |
| نوفمبر 2012                                        | أيسر         | C7                | 1.1 GHz Intel Celeron 847             | 4 ساعة       | 2 جب DDR3 | 320 جب HDD                            | 11.6 بوصة (29.5 سـم)  | 3 رطل (1.4 كـغ)    | $199.99 واي فاي                                          | [ 58 ]               |
| فبراير 2013                                        | هوليت-باكارد | كروم بوك بافيليون | 1.1 GHz dual-core Intel Celeron 847   | 4.25 ساعة    | 2 جب DDR3 | 16 جب SSD                             | 14 بوصة (35.6 سـم)    | 3.96 رطل (1.8 كـغ) | $329.99 مع Dual band واي فاي 802.11 a/b/g/n and Ethernet | [ 59 ]               |
| فبراير 2013                                        | لينوفو       | X131e             | Intel Celeron processor               | 6.5 ساعة     | 4 جب      | 16 جب SSD                             | 11.6 بوصة (29.5 سـم)  | 3.92 رطل (1.8 كـغ) | $429 with Dual band واي فاي 802.11 a/b/g/n and Ethernet  | [ 60 ]               |
| فبراير 2013 (نسخة الواي فاي) أبريل 2013 (نسخة LTE) | جوجل         | كروم بوك بيكسل    | 1.8 GHz dual-core Intel Core i5 3427U | 5 ساعة       | 4 جب      | 32 جب SSD with واي فاي 64 جب with LTE | 12.85 بوصة (32.6 سـم) | 3.35 رطل (1.5 كـغ) | $1299 with واي فاي $1449 with LTE                        | [ 62 ] [ 63 ] [ 64 ] |

#### كروم بوك بكسل

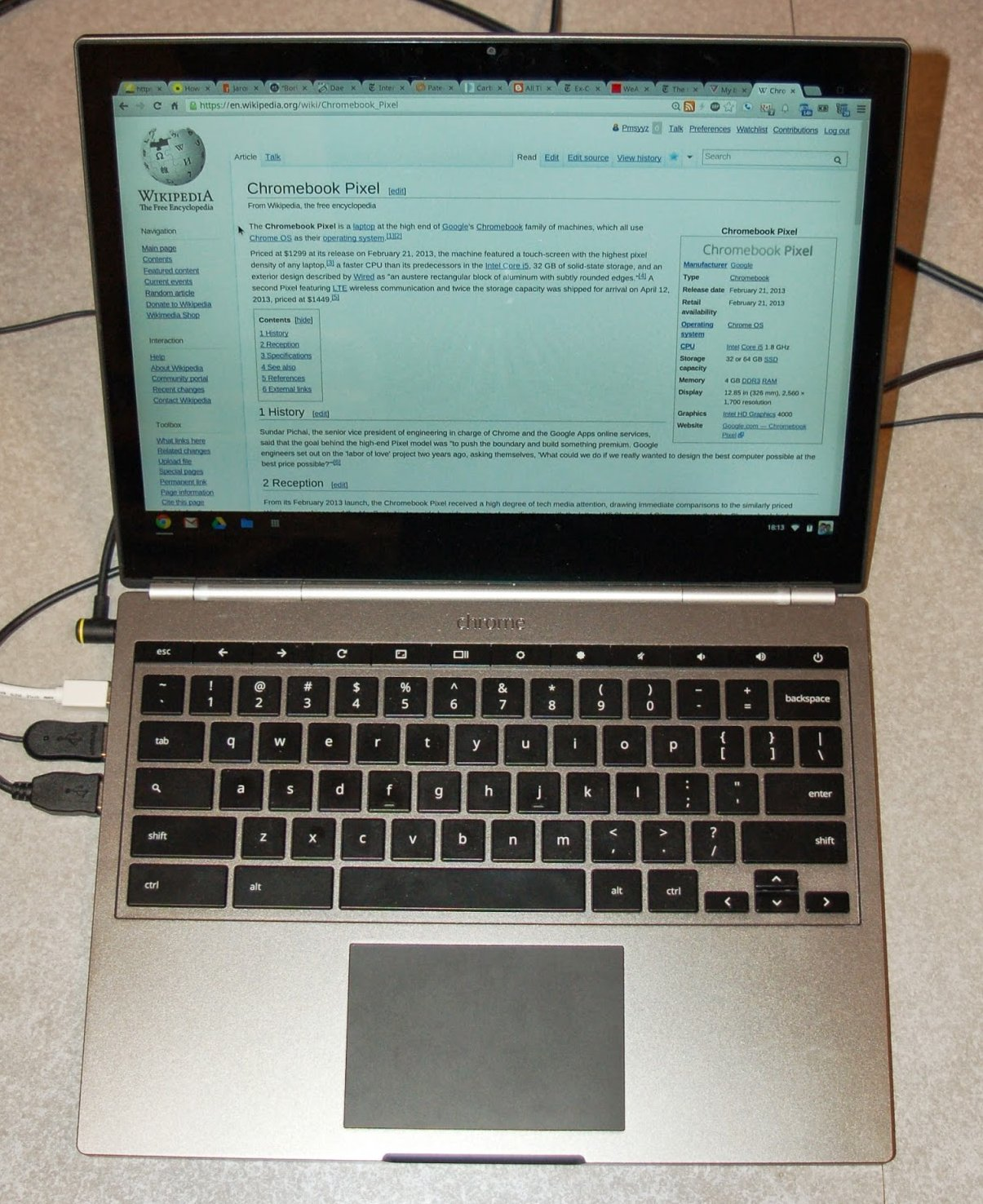
جهاز كروم بوك بيكسل

في فبراير عام 2013، قدمت جوجل جهاز كروم بوك بكسل وبه ذاكرة 32 غيغابايت، وكان سعره 1299 دولار أعلى ست مرات أن من أرخص أجهزة كروم بوك، وهو أيسر C7. ولاقى بكسل الثناء على التصميم الخارجي وشاشته عالية الدقة، والتي قيل أن بها أعلى معدل بكسل لكل بوصة من أي كمبيوتر محمول. لكن شككت التقييمات الأولى بقيمة جهاز كمبيوتر محمول راقي لا يدعم سوى تطبيقات الويب، بينما بوجد أجهزة بسعر مماثل (مثل أبل ماك بوك اير) تدعم أيضا التطبيقات التقليدية. انطلق بكسل من إستراتيجية جوجل بانتاج آلات غير مكلفة، وتوقع بعض المقيّمين أن الشركة لم تكن تهتم بالمبيعات بقدر اهتمامها بتلميع سمعة عائلة كروم بوك الشاملة بجهاز أسرع أكثر عصرية.
في مايو 2013، بدأت جوجل شحن موديل 4G LTE بذكرا 64 غيغابايت بسعر1449 دولار، والذي يتضمن 100 ميغابايت من البيانات كل شهر لمدة سنتين من فيريزون وايرلس.

### سامسونج كروم بوك

#### سامسونج السلسة 5

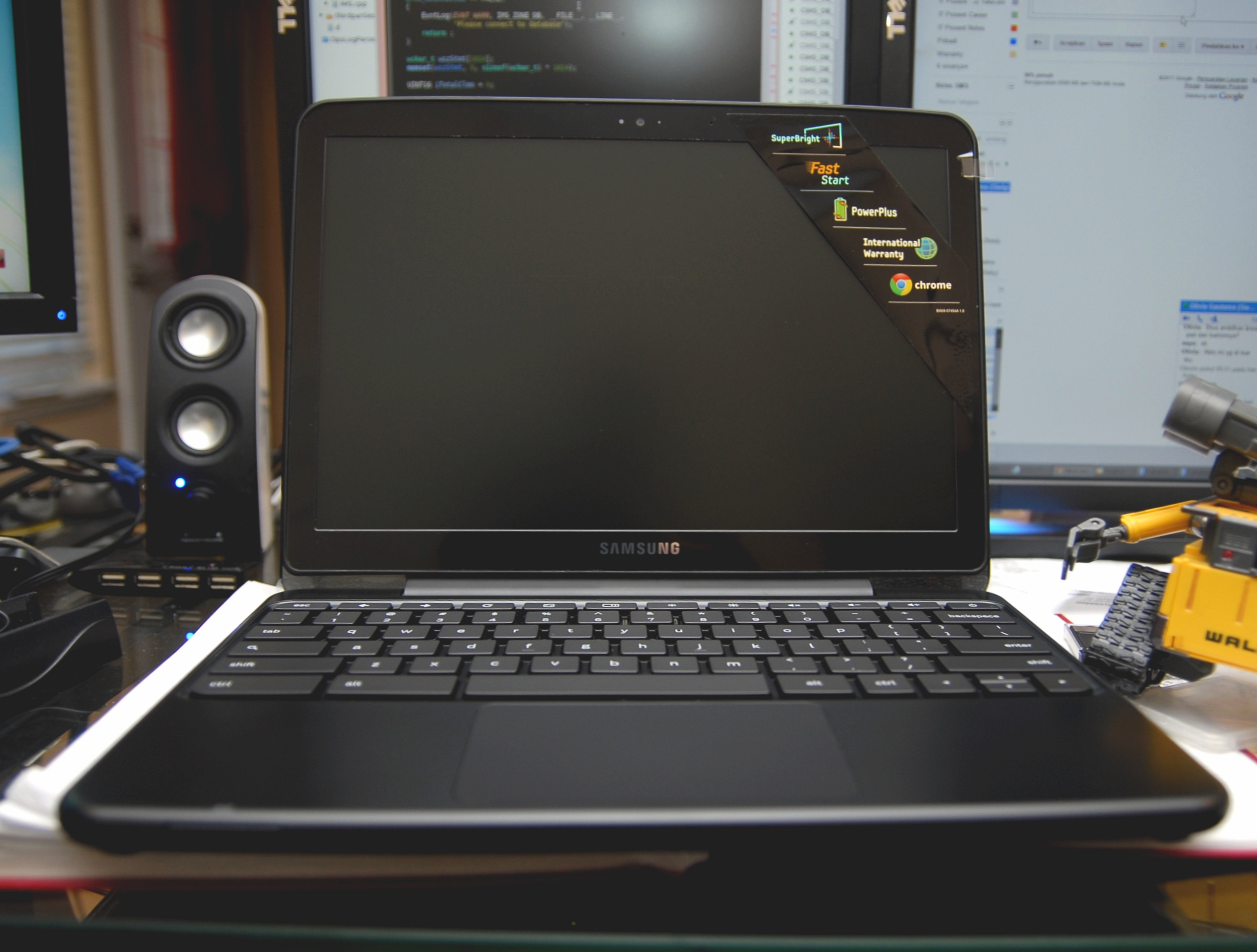
سامسونج Series 5.

كانت مواصفات أجهزة سامسونج من السلسلة 5 محط اهتمام الكثير من المتخصصين، ومنهم سكوت شتاين من مؤسسة سي نت الذي قام بتجربة الجهاز مع شاشة 12 بوصة ومساحة تخزين بـ 16 غيغابايت، وقال "نظام تشغيل كروم قد يكون أخف وزنا من ويندوز إكس بي، ولكن كنا لا تزال تفضل وجود مساحات تخزين أكثر، فلو قارنا السعر سنجد أنه يمكننا الحصول على جهاز المحمول الخفيف AMD E-350 ذو 11.6 بوصة (290 مليمتر) مزود بواي فاي مع نظام التشغيل ويندوز 7، من ناحية أخرى كان أم جي سيجلر من موقع تك كرانش كتب تقييما مرضيا إلى حد كبير، حيث أشاد بالتحسينات في السرعة وحساسية وحدة التتبع عبر النموذج CR- 48، وكذلك عمر البطارية الطويل، وأن جميع النماذج تعتبر أرخص بكثير من الآيباد.
في يونيو 2011 قام iFixit بتفكيك سامسونج من سلسلة 5 وخلصت إلى أنه يجب في الأساس تحسين كروم Cr-48. حيث قامت بتقييمه بـ 6/10 قابلة للتحسين، لأن أساس المشكلة هو ضرورة تغيير البطارية ولأن رقاقة ذاكرة الوصول العشوائي ملحومة مع اللوحة الأم. وأشار iFixit أن «التصميم في معظمه من البلاستيك» وهو ما يعطي شعورا بأنه «رخيص قليلا». على الجانب الإيجابي ذكروا أن عملية إزالة الشاشة وكذلك استبدال معظم المكونات، بما في ذلك أقراص الحالة الصلبة، هو أمر سهل. كتب iFixit وكايل وينز أن السلسلة 5 اصلحت أوجه القصور الرئيسية في كروم Cr-48 وأنها يجب أن تحسن من صورتها أمام عملائها مثل: أناقة المظهر وزيادة عدد ساعات استهلاك البطارية لأكثر من 8 ساعات وتحسين الأداء العام.

#### سامسونج السلسلة 5 550
في مايو 2012، طرحت سامسونج سلسلة كروم بوك من سلسلة من فئة 5 550، مع نموذج واي فاي والجيل الثالث 3G الذي يعتبر النموذج الأكثر تكلفة.
طرحت التقييمات العديد من التساؤلات الجوهرية. حيث كتب دانا ولمان من «التقنية بلا حدود»: "أن لوحة مفاتيح كروم بوك جعلت من قيمة الحواسيب المحمولة التي قيمتها ألف دولار شيئا مخزيا"، ولكنها تقدم اسلوب أفضل للعرض أكثر من الأجهزة التي تصل قيمة مبيعاتها الي الضعف. ولكن رخص الثمن يظهر أثره في فراغ واسع في المكان المخصص للتطبيقات اللوحية التي لا تتطور بشكل ملحوظ، حيث أن لوحيات Win 8 المحمولة ليست منتشرة ولا توجد ميزانية لبعض أجهزة ويندوز الصلبة للاختيار من بينها. "
قال جو ويلكوكس من BetaNews أنه بمقارنة "السعر إلى الأداء ومقارنته مع خيارات أخرى" أنه "حيث يتفتت كروم لكثير من المشترين المحتملين". وأشار إلى أن نماذج جديدة لبيع أكثر من أسلافهم، وعلى الرغم من نسبة السعر إلى الأداء هي مواتية تماما بالمقارنة مع ماك بوك اير"، من قبل المواصفات، وهناك الكثير من الخيارات أقل تكلفة.

#### سامسونج السلسلة 3

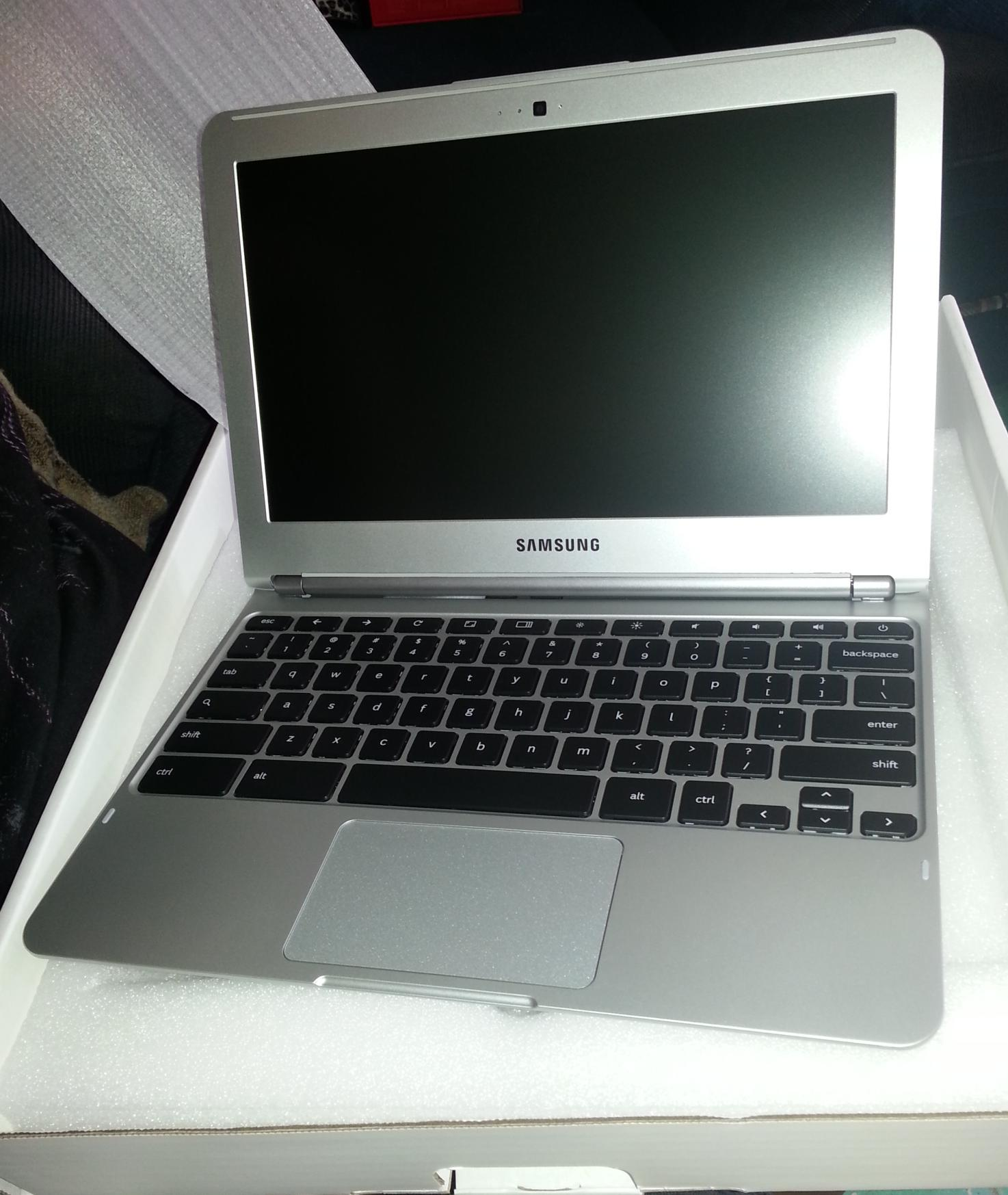
سامسونج كروم بوك سلسلة 3

في أكتوبر 2012، تم الإعلان عن سامسونج كروم بوك سلسة 3 في حفل سان فرانسيسكو مع سامسونج كروم بوك XE303. وكان الجهاز أرخص وأرق وأخف وزنا من كروم بوك 550. تسويق جوجل السلسلة 3 كان شعاره «الكمبيوتر للجميع»، ويرجع ذلك إلى نظام التشغيل البسيط (كروم أو اس) وبأسعار في متناول الجميع. وشملت الأسواق استهداف الطلاب ومستخدمي الكمبيوتر لأول مرة، وكذلك الأسر تبحث عن جهاز كمبيوتر إضافي.
كانت عملية انخفاض الأسعار حدا فاصلا بالنسبة لبعض المعلقين. في قسم التكنولوجيا في صحيفة نيويورك تايمز كتب ديفيد بوج في عموده أنه عكس تقييمه السلبي سابقا لأجهزة كروم بوك، وقال ان " 250 دولار تغيّر كل شيء" فالثمن يعد هو نصف ثمن "الآي باد والميني باد أو آي بود تاتش. لقد أصبح الحصول على جهاز كمبيوتر محمول في منتهى السهولة". وكتب أن كروم بوك يفعل الكثير من الأشياء لدي الناس التي تستخدم أجهزة الكمبيوتر وأجهزة الكمبيوتر المحمولة من أجل: تشغيل ملفات الفلاش فيديو، وفتح مستندات ميكروسوفت أوفيس. " وبعبارة أخرى، تحقق صحة كلام جوجل عندما أكدت أن كروم بوك هو المثالي للمدارس عن الأجهزة التي تستخدم في المنازل والشركات.
كان استعراض سي نت من سلسلة 3 لكروم أكثر تشجيعا، حيث وصف أن الجهاز انتشر إلى حد كبير لدى الطلاب وكجهاز كمبيوتر إضافي للمنزل وخاصة بالنسبة للمستخدمين الذين يستخدمون بالفعل تطبيقات الويب من جوجل مثل محرر مستندات جوجل، محرك جوجل، وجوجل. حيث يعتبر جهازا عمليا خاصة في المكونات الصلبة، حيث أن عمر البطارية جيد، والتنقل بين الأجزاء سريع، وسعره 249 دولار يعني أنها ليست مثل سلسلة سامسونج 5 550 التي وصلت في مايو. ومن خلال استعراض تقييم الأداء «أنها على ما يرام بالنسبة للعديد من المهام، ولكن أسلوب العمل الشاق لدي المستخدمين الذين اعتادوا على وجود أكثر عشرات علامات تبويب المتصفح المفتوحة ينبغي أن يكون جيدا».

### أتش بي كروم بوك
عرضت شركة أتش بي أول اجهزتها وهو كروم بوك 11 يوم 8 أكتوبر 2013 في الولايات المتحدة، ولكن وفي ديسمبر 2013 تم اكتشاف أن بعض كابلات الحاسوب المحمول تتعرض لسخونة عالية جدا عند توصيلها بالجهاز، مما اضطر جوجل وإتش بي أن سحب جميع المنتجات والتي بلغت 145,000 جهاز، وتوقفت المبيعات مؤقتا وأعلنت فيما بعد أنها ستستأنف الإنتاج بعد إعادة التصميم في يناير عام 2014.

## كروم بوكس

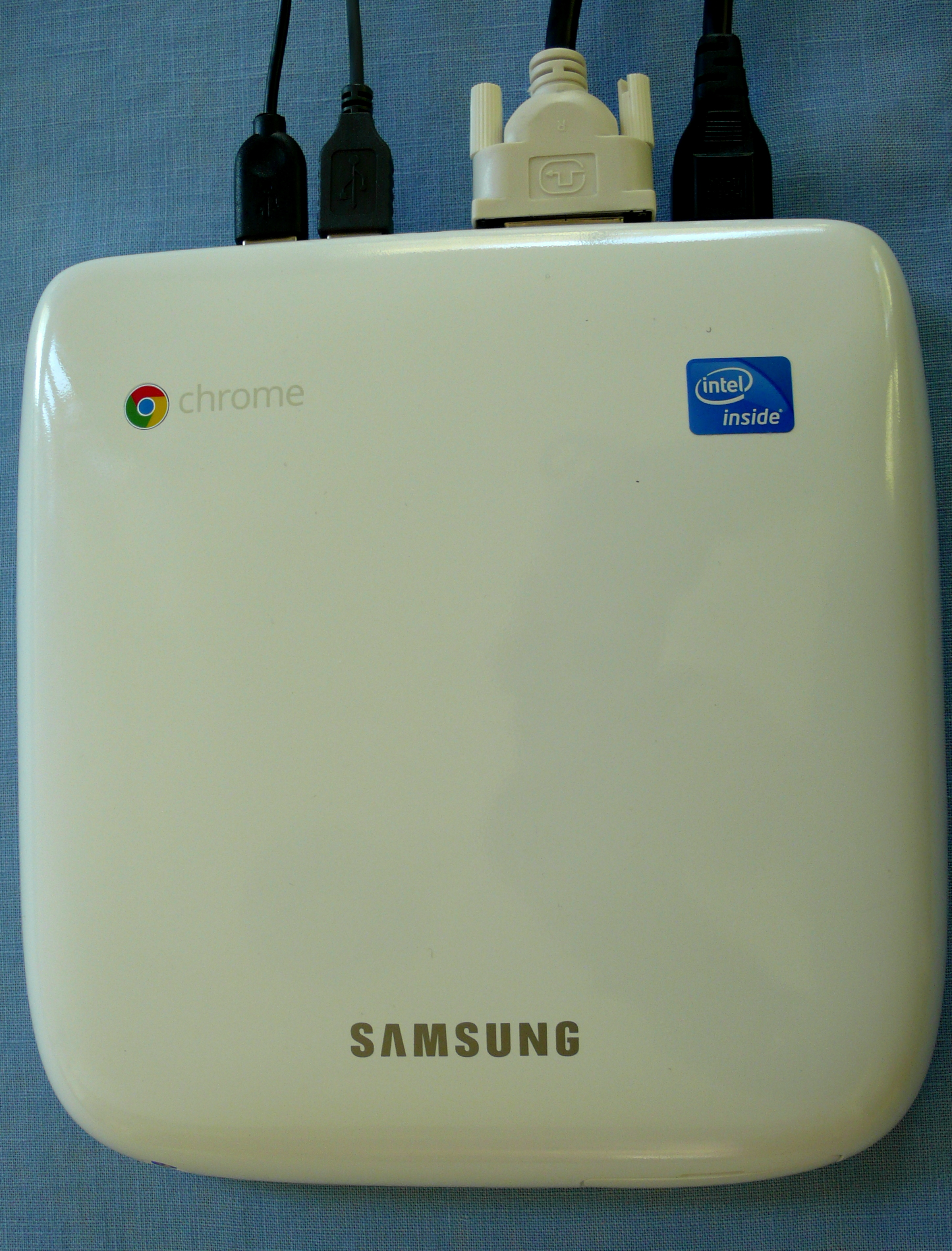
كروم بوكس من تصنيع سامسونغ

كروم بوكس هو النسخة المكتبية من جهاز كروم بوكس، وقد أصدرت سامسونغ أول جهاز من هذا النوع.
تصنف هذه الأجهزة كحواسيب أصغر حجما، فالجهاز يحتوي علي مدخل كهربي والعددي من المخارج، مثل: USB وDVI-D ومخارج الصوت، ويستخدم الكروم بوكس من أجل تشغيل البيانات على القرص الصلب ومن أجل تشغيل تطبيقات الويب، ولكنه لا يستطيع العمل وحده ويحتاج إلى شاشة ولوحة مفاتيح ووحدة تأشير ضوئية (مثل الفأرة والقلم الضوئي..الخ).
وفي فبراير 2014 أعلنت جوجل عن إطلاق جهاز جديد من إنتاج شركة أسوس يمتاز بوجود كاميرا ويب 1080p وسمّاعات لاسلكية بمكبر صوت وكذلك جهاز تحكم عن بُعد. ولا يحتاج سوى تركيب شاشة فقط، ويعتبر هذا الإصدار مناسب تماما للاجتماعات والمؤتمرات واجتماعات الفيديو ويمتاز أيضا بكونه منخفض التكلفة حيث يتوفر بسعر 999 دولار.
كما أعلنت شركة إتش بي في نفس العام عن أول حاسب من إنتاجها من نوع كروم بوكس والموجه للاستخدامات المنزلية وفي مجال الأعمال. وزودت أتش بي جهازها بمعالج انتل Core i7 الجيل الرابع والذي قالت الشركة أنه يوفر قدرة عالية لتصفح وتشغيل التطبيقات على شبكة الإنترنت، وأداء الكثير من المهام المُختلفة، ويتميز الجهاز بقياسه الصغير الذي لا يتجاوز خمس بوصات، ويمكن وضعه على الطاولة أو تثبيته على الشاشة، ويمكن ربط الجهاز مع شاشتين في نفس الوقت، بالاستفادة من منافذ DisplayPort وHDMI، كما يأتي مُزوّدًا بمنفذي USB.
| تاريخ صدورها | المصنع  | الموديل                 | المعالج                              | الرام | القرص الصلب                    | الحجم                     | الوزن              | السعر الأساسي | المنشأ   | المصادر              |
| ------------ | ------- | ----------------------- | ------------------------------------ | ----- | ------------------------------ | ------------------------- | ------------------ | ------------- | -------- | -------------------- |
| مايو 2012    | سامسونج | Series 3 XE300M22-A01US | 1.9 GHz dual-core Intel Celeron B840 | 4 GB  | 16 GB وسيط تخزين ذو حالة ثابتة | 1.3″×7.5″×7.5″            | 2.64 رطل (1.2 كـغ) | $329.99       | الصين    | [ 74 ] [ 84 ] [ 89 ] |
| غير معروف    | سامسونج | Series 3 XE300M22-A02US | 2.5 GHz Intel Core i5-2450M          | 4 GB  | 16 GB وسيط تخزين ذو حالة ثابتة | 1.3″×7.6″×7.6″            | 5.82 رطل (2.6 كـغ) | $499.99       | الصين    | [ 90 ]               |
| غير معروف    | أيسر    | لم يعلن بعد             | 2.7Ghz Intel Pentium G630            | 2 GB  | 500 GB hard drive              | لم يعلن بعد               | لم يعلن بعد        | لم يعلن بعد   | غير مؤكد | [ 60 ]               |
| مارس 2013    | سامسونج | Series 3 XE300M22-B01US | 1.9 GHz Celeron B840                 | 4 GB  | 16 GB وسيط تخزين ذو حالة ثابتة | 1.57 x 8.10 x 8.10 inches | 1.8 رطل (0.8 كـغ)  | $329.99       | الصين    | [ 91 ] [ 92 ]        |

## المبيعات والتسويق

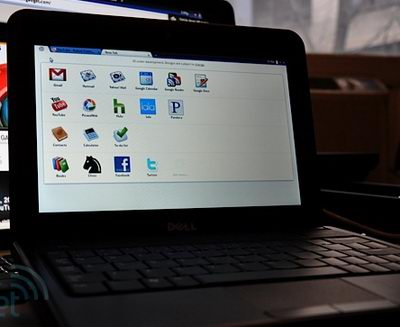
صورة لإصدار نظام تشغيل كروم الذي تم طرحه عام 2010

منذ أواخر عام 2010، بدأت مبادرة جوجل كروم بوك كانت برئاسة راجن شيث، المعروف بلقب «أب جوجل أبز». تمركزت استراتيجيته في تسويق كروم بوك على التكلفة الاجمالية للملكية، فقد رأى أنه يمكن أن تخفيضها «بشكل مثير» بتخفيض تكاليف الصيانة والأمان والإدارة، حتى وإن بقيت كلفة الجهاز بدون تغيير.
بدأ بيع كروم بوك عبر قنوات الإنترنت، بما فيها أمازون وبيست باي في الولايات المتحدة، وبدأ البيع في بعض البلدان الأوروبية من 15 يونيو 2011. بيعت الآلات الأولى ما بين 349 و499 دولار، اعتمادا على النموذج أو تضمنها لدعم 3G. عرضت جوجل أيضا مخطط لدفعات شهرية لزبائن قطاع العمل والتعليم قدرها 28 و20 دولار لكل مستعمل، بالشهر، على التوالي لعقد ثلاثة سنوات، تتضمن البدائل والترقيات. عرضت فيريزون 100 ميغابايت من البيانات اللاسلكية شهريا، مع جيجابايت إضافي مقابل 20 دولار شهريا.
اعتمدت جهود جوجل التسويقية المبكرة أوليا على التجربة الشخصية: إعطاء أجهزة سامسونغ إلى 10 مشاركين في برنامج Cr-48 التجريبي بعنوان كروم بوك غورو وأقرضت أجهزة كروم بوك إلى المسافرين على بعض رحلات فيرجن أمريكا. في نهاية سبتمبر 2011، أطلقت جوجل متاجر كروم زون، وهي «متجر داخل متجر»، داخل متاجر كاريز وبي سي ورلد في لندن. كان للمتجر طراز جوجل ببقع الألوان في جميع أنحاء المحل. وخططت جوجل لفتح متاجر أكثر في المملكة المتحدة على مدى الشهور القليلة القادمة.

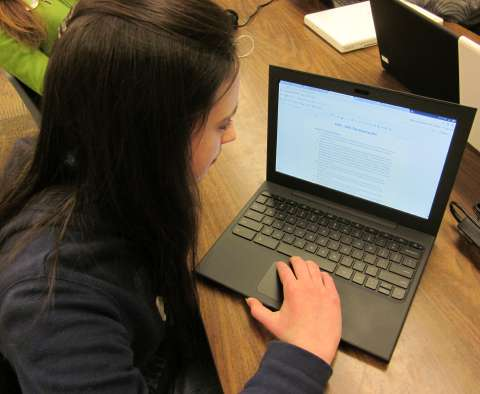
طالبة في مدرسة بارادايس فالي وهي تستعمل كروم بوك كجزء من البرنامج التجريبي

بالإضافة إلى هذه الاستراتيجيات التسويقية، صنع جوجل كروم عدة أجهزة «كروم بوك ميني» والتي تبين سهولة الاستعمال وبساطة الأدوات بطريقة هزلية. على سبيل المثال، عندما السؤال «كيف تدعم كروم بوك»، هو يدل على دعم البيانات، لكن بدلا من هذا، تعرض يدان وهما تدفعان كروم بوك إلى نهاية طاولة. ثم تتلوها عبارة، «لا يجب عليك أن تدعم كروم بوك»، وتشرح كيف أن البيانات مخزنة بالكامل على الشبكة.
في 21 نوفمبر 2011، أعلنت جوجل عن تخفيض أسعار كل أجهزة كروم بوك. منذ ذلك الحين، تم تخفيض سلسلة سامسونغ 5 (واي فاي فقط) إلى 349 دولار، سلسلة سامسونغ 5 (3G) أصبحت 449 دولار، وإيسر AC700 أصبحت 299 دولار. بحلول شهر يناير 2012، لم تتغير مبيعات كروم بوك، باستثناء سوق التعليم. وضعت جوجل تقريبا 27,000 كروم بوك في المدارس عبر 41 ولاية، ومنها برامج «واحد مقابل واحد»، التي تخصص حاسوب لكل طالب، في كارولينا الجنوبية، إلينوي، وآيوا. ابتداء من أغسطس 2012، أكثر من 500 منطقة مدرسية في الولايات المتحدة وأوروبا كانت تستعمل هذا الجهاز، بالإضافة إلى الجامعات، الشركات والمؤسسات.
بحلول يناير 2013، تقيدت مبيعات إيسر كروم بوك من قبل «مستخدمي الإنترنت بكثرة بالمؤسسات التربوية»، وهذه الطبقة مثلت 5-10 بالمائة من مبيعات الشركة في أمريكا، وفقا لرئيس إيسر جيم وونغ. كما دعا تلك الأعداد بالمستقرة، بالمقارنة مع مبيعات ويندوز 8 المنخفضة والتي لامها على ركود السوق. قال وونغ بأن الشركة تفكر بتسويق كروم بوك إلى البلدان المتطورة الأخرى، بالإضافة إلى الشركات. لاحظ أنه رغم أن نظام تشغيل كروم ذو رخصة حرة لدى باعة الأجهزة، فقد تطلب إنفاقا تسويقيا أكبر من ويندوز، ويوازن مدخرات الترخيص.

## الاستقبال

### CR-48

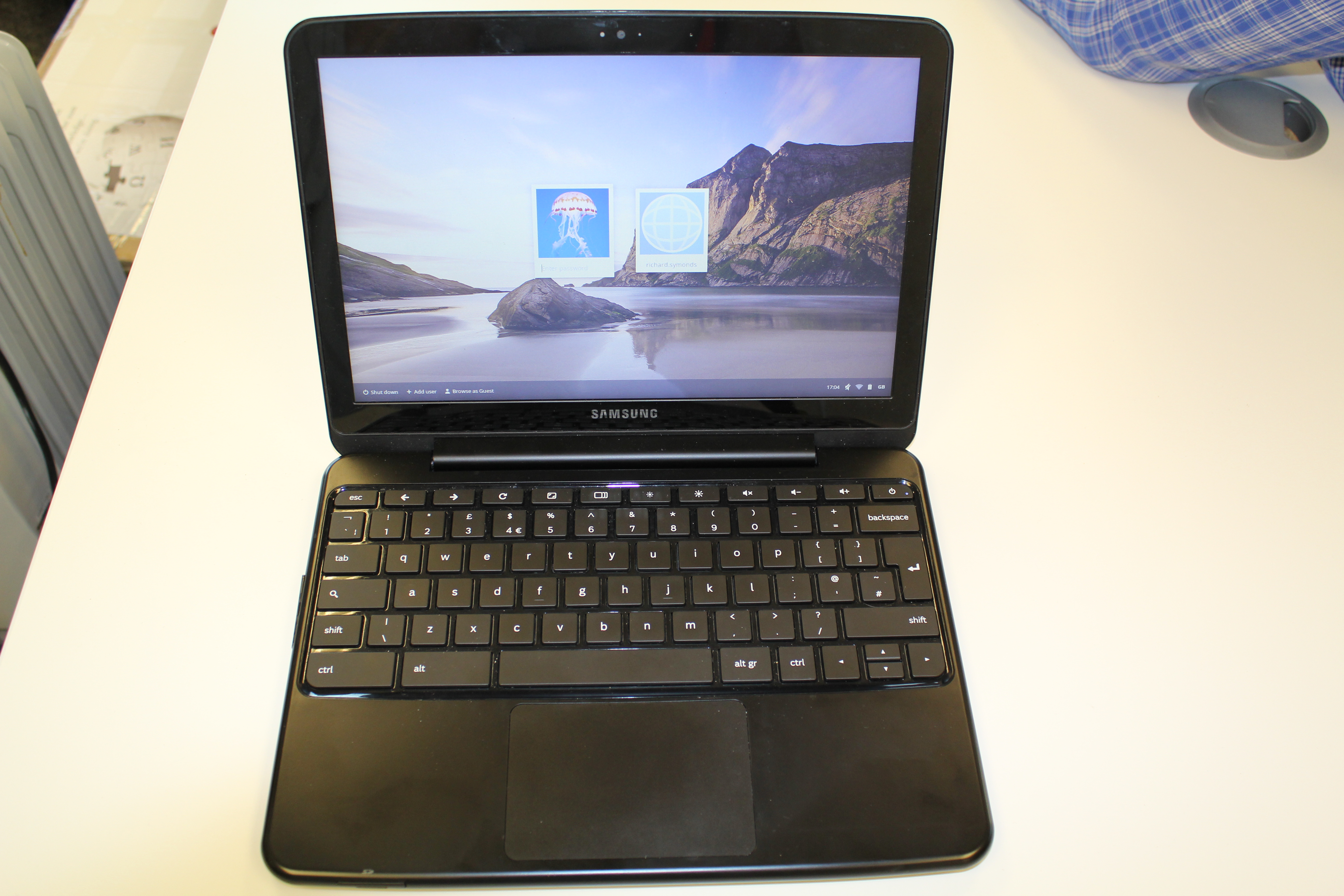
سامسونح كروم بوك WMUK

أعطى حاسوب CR-48 الأولي للمراجعين فرصتهم الأولى لتقييم نظام تشغيل كروم. كتب رايان بول من Ars Technica أن الجهاز «يقابل المتطلبات الأساسية لتصفح الويب، واللعب، والإنتاجية الشخصية، لكن ينقصه التفكير بالمهام الأكثر تركيزا». مدح نظرة جوجل نحو الأمان، لكنه تساءل حول مدى تقبل مستخدمي الحواسب السائدة بنظام تشغيل يكون تطبيقه الوحيد هو متصفح. فكر أن نظام كروم «يمكن أن يناشد فئة محددة من الجمهور»: الناس الذين يحتاجون إلى متصفح فقط أو الشركات التي تعتمد على جوجل أبس وتطبيقات الويب الأخرى. لكن نظام التشغيل «بالتأكيد لن يكون بديلا تاما لحواسب الأغراض العامة مثل حواسب نت بوك». كتب بول أن أغلب فوائد نظام كروم «يمكن أن يوجد في بيئات البرامج الأخرى بدون الحاجة للتضحية بالتطبيقات الموجودة أصلا».
في مراجعة نشرت عن Cr-48 في 29 ديسمبر 2010، كتب كورت باك من Conceivably Tech أن كروم بوك أصبح أكثر جهاز عائلي يستعمل داخل المنزل. «مدة تشغيله ذات الثواني العشر ومحبي جوجل جعلا منه الأداة المفضلة لعمليات البحث السريع، والبريد الإلكتروني بالإضافة إلى نشاطات يوتيوب وفيسبوك». وكتب أيضا «أكثر الشكاوى المسموعة كانت ضعف أدائها في تطبيقات الفلاش».
في اختبار آخر، كتب ولفجانج غرونر من نفس المجلة، أن الحوسبة السحابية بسرعة البيانات الخلوية غير مقبولة وأن عدم وجود استخدامات واضحة دون اتصال "تجعله قطعة عديمة الفائدة" في حالة عدم ارتباطه بالشبكة". "من الصعب استعمال كروم بوك كأداة يومية والتخلي عما تعودت عليه في ماك أو ويندوز، بينما يمكن ان تستمتع أحيانا بالحوسبة السحابية".

### الأجهزة التجارية
في مراجعة لمواصفات سامسونغ 5، كتب سكوت شتاين من CNET أنه لم يكن مرتاحا مع جهاز به شاشة 12 بوصة وسعة تخزين 16 غيغابايت فقط. " قد يكون كروم OS أخف من ويندوز إكس بي، لكننا ما زلنا نفضل سعة تخزين أكبر. بهذا السعر، يمكنك أن تحصل على جهاز محمول قياس 11.6 بوصة (290 مليمتر) مع واي فاي ومدعم بصورة AMD ويعمل بنظام ويندوز 7. من ناحية أخرى، مدح إم جي سيغلر من تك كرانش في مراجعته التحسينات في السرعة وحساسية لوحة التحكم بأفضل مما كان في نموذج CR-48، بالإضافة إلى عمر البطارية الطويل وأن كل النماذج أرخص من الآيباد.
في يونيو 2011 قام موقع iFixit بتفكيك حاسوب سامسونغ سلسلة 5 واستخلصت بأنه جوهريا نسخة مطورة عن Cr-48. ومنح تقدير 6 / 10 لقابلية التصليح، بالدرجة الأولى لأنه يجب فتح الحافظة لتغيير البطارية ولأن رقاقة RAM ملتحمة بلوحة الذاكرة. لاحظ فريق iFixit بأن «الجهاز البلاستيكي» يبدو «رخيصا لحد ما». على الجانب المشرق وجدوا بأنه يمكن إزالة الشاشة بسهولة وأن أغلب المكونات، منها دافع الحالة الصلبة سهل الاستبدال. كتب كايل فينز من iFixit أن السلسلة 5 «تغطي النواقص الرئيسية لCr-48 ويضيف أن الصقل ضروري لبناء قاعدة مستهلكين واسعة: المظهر الانسيابي، بطارية تعمل أكثر من ثمان ساعات، وأداء محسن».
في مقالة نشرت على ZDNet في يونيو 2011، بعنوان «خمسة مشاكل للكروم بوك في مجال العمل»، انتقد ستيفن فون نيكولز الجهاز لعدم وجود قابلية لدعم الشبكة الخاصة الافتراضية، كما لا يدعم بعض مواصفات الأمان للواي فاي، والأخص وصول الواي فاي الآمن الثاني (WPA 2) وأمن طبقة الإرسال – نظام التحقق القابل للامتداد (EAP-TLS) أو نظام وزن الخفيف للتحقق القابل للامتداد (LEAP). لاحظ أيضا بأن مدير الملفات لا يعمل، الحاجة لاستعمال صدفة كروش غير موثقة لإنجاز مهام أساسية مثل تنصيب صدفة أمان (SSH) للاتصال بالشبكة بالإضافة إلى نقائص هامة في التوثيق.

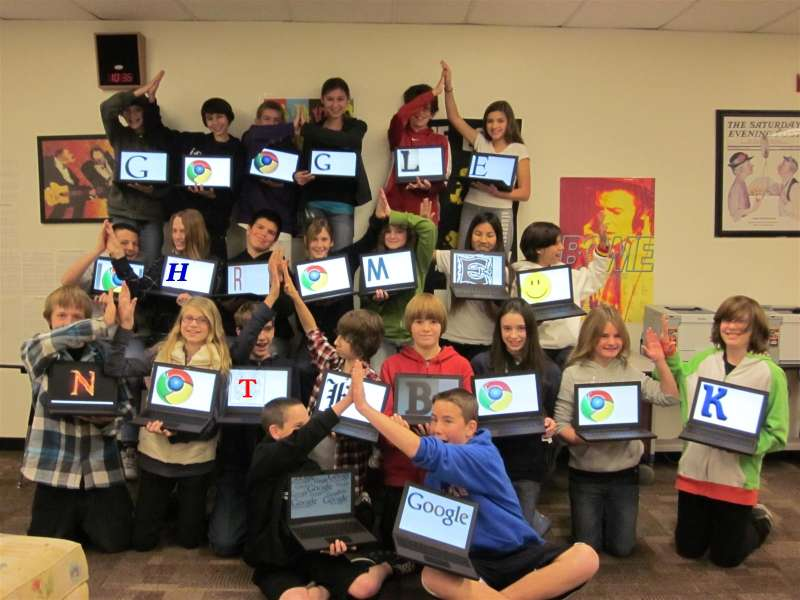
أجهزة كروم بوك تم توزيعها كهدايا علي طلبة المدارس

في واحدة من أوائل تقييمات الزبائن، بدأت مدينة أورلاندو، فلوريدا في اختبارها الأولي لـ 600 جهاز كروم بوك كجزء من دراسة أوسع تتعلق بدخول المكاتب الافتراضية. وأظهرت الإشارات الأولى قيمة محتملة في تخفيض تكلفة دعم الآي تي. أشار المستخدمون بأن كروم بوك سهل الحمل ويعمل بسرعة. وقال أحد الزبائن "أنه إذا احتاج للبقاء متصلا لحالات الطوارئ، فسيأخذ كروم، لكن عندما يسافر للعمل فسيأخذ حاسوبه النقال”. وتخطط أورلاندو لمواصلة استعمال كروم بوك.
بعد فترة قليلة من إصدار كروم بوك سامسونغ سلسلة 5 إلى الجمهور في يوليو 2011، مدح المقيمون السلسلة 5 وزمن التشغيل السريع حيث كتب أحدهم "يمكنك أن تبدأ بآلة باردة ثم تشغل الإنترنت في غضون 10 ثواني. واختبار الأمر أمر مختلف تماما عن السماع به”. كما مدحوا السلسلة 5 أيضا بسبب "عمر البطارية الطويل جدا" الذي تجاوز عمر بطارية إيسر AC700.
مراجعة سلسلة سامسونغ 5 كروم بوك في يوليوز 2011، كتب بنجامين همفري من OMG! Ubuntu! بأنه رغم أن الجهاز "قطعة رائعة وبداية جيدة لخط كروم بوك"، فلا يتعامل مع بعض الأساسيات: النسخ واللصق في مدير الملفات أو إعادة الصيغ المحلية المشتركة. لاحظ دورة إصدار كروم OS ذات الستة أسابيع أظهرت شيئا من مزاعمه واقترح أن ينتظر الناس حتى وقت لاحق من السنة لترك البرنامج ينضج قليلا. وقال "إن كنت تسعى ببساطة لامتلاك جهاز لوحي مع لوحة مفاتيح، فقد يكون جهاز السلسلة 5 هو المثالي.
في مايو 2012، قدمت سامسونغ سلسلة كروم بوك 5 550، بسعر 449 دولار في الولايات المتحدة للنموذج الواي فاي 549 دولار ل3G.
شكك المراجعون بمقترح القيمة عموما. كتب دانا وولمن من Engadget أن لوحة مفاتيح كروم بوك «تضع الألترا بوك ذا الألف دولار في وضع مخزي» وتعرض جودة أفضل من عدة أجهزة لابتوب بضعف السعر. لكن «يظهر أن السعر يوجد في فراغ — في مكان حيث لا تتطور التطبيقات اللوحية، حيث لا توجد أجهزة لوحية بنظام ويندوز 8 وحيث لا توجد أجهزة ويندوز معقولة السعر».
ذكر جوي سنيدون من OMG! Chrome! في مايو 2012 وجود عيب أيضا بتسعيرة سامسونغ، حيث قال أن سعر 500 دولار غير واقعي. «يأتي الناس إلى نظام كروم وهم مستعدون لعمل التضحيات – لكن دفع مال أكثر مقابل سرعة أقل ليس منها. لا يسعني إلا التفكير بأن سامسونغ وضعت هذا السعر لتفشل».
كتب جو ويلكوكس من BetaNews "أن السعر مقابل الأداء ومقارنته بالاختيارات الأخرى هي ما يجعل عديد الزبائن المحتملين يبتعدون عن كروم بوك”. لاحظ بأن النماذج الجديدة تبيع أكثر من سابقاتها، وفي الوقت الذي يعتبر فيه السعر مناسب جدا مقارنة بأجهزة مثل ماك بوك أير، فهناك الكثير من الخيارات الأرخص.

### سلسلة 3، C7

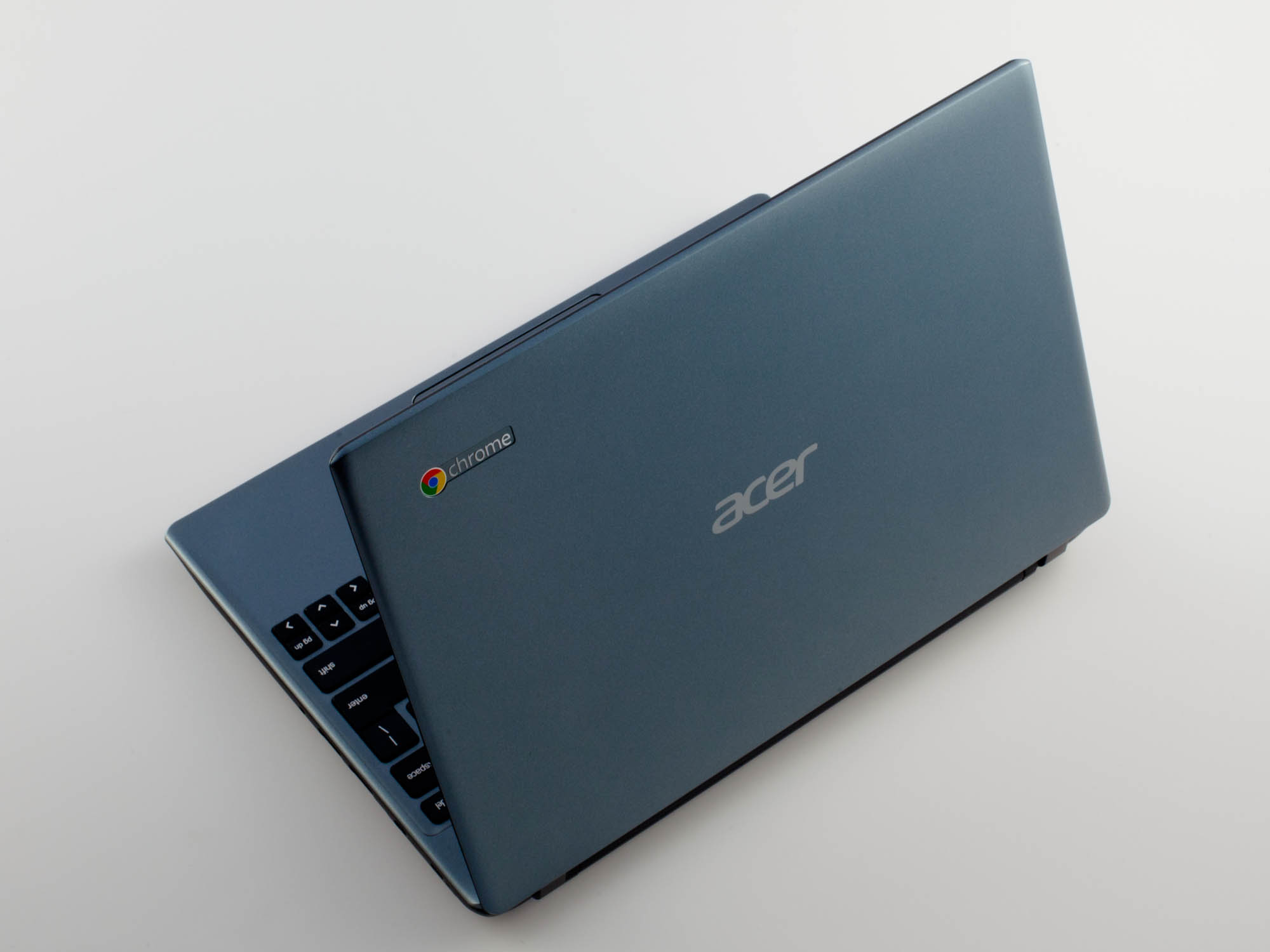
إيسر C7 في نوفمبر 2012؛ بسعر 199 دولار وهي أرخص تكلفة لكروم بوك

في أكتوبر 2012، تم تقديم كروم بوك سلسلة 3 في حفل سان فرانسيسكو مع سامسونج كروم بوك XE303. كان سعر الجهاز 249 دولار وكان أرق وأخف وزنا من كروم بوك 550. سوّقت جوجل السلسلة 3 بعنوان كمبيوتر للجميع، وحيث زود بنظام تشغيل بسيط (كروم أو إس) وبأسعار في متناول الجميع. استهدف السوق الطلاب ومستخدمي الكمبيوتر لأول مرة، فضلا عن الأسر التي تبحث عن جهاز كمبيوتر إضافي.
كان السعر المنخفض حدا فاصلا لبعض المقيمين. غير كاتب التكنولوجيا في نيويورك تايمز ديفد بوج حكمه السابق على كروم بوك، وكتب أن «250 دولار تغير كل شيء. فالثمن بنصف ثمن الآيباد، حتى أقل من اللأيباد ميني أو آي بود تاتش. وأنت تحصل على جهاز لابتوب». وكتب أن كروم بوك يفعل الكثير من الأشياء التي يقوم بها الناس على أجهزة الدسكتوب أو اللابتوب: تشغيل ملفات الفيديو، وفتح مستندات مايكروسوفت اوفيس. وقال «بعبارة أخرى، جوجل محقة عندما أكدت أن كروم بوك هو مثالي للمدارس، وكحاسوب ثاني في المنازل وفي الشركات التي توزع مئات الآلات».
كما أشاد جوي سنيدون من OMG! Chorme! بالسعر على السلسلة 3 في 18 أكتوبر 2012، مشيرا إلى أن سامسونج فعلت الصواب أخيرا. وأضاف «لم نكن وحدنا في انتقاد أسعار سلسلة سامسونج 550 التي صدرت في وقت سابق من العام. كانت الأسعار تتجاوز نقطة الرخص لدى المستهلكين العاديين» مما أدى إلى مبيعات أقل من توقعات جوجل. كما كتب أن كروم بوك أيسر كان في عداد المفقودين. وكتب «لكن جوجل وسامسونج عادت مع جهاز أحدث وأرخص يعمل بطاقة ARM».

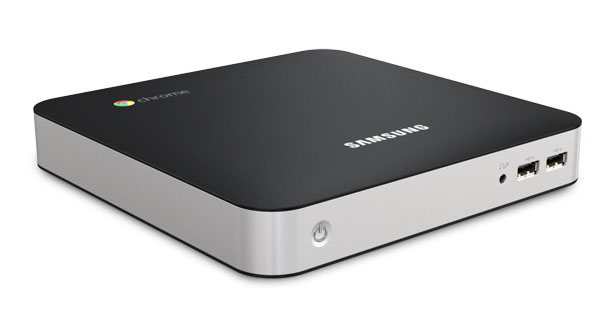
جهاز كروم بوكس

كان تقييم CNET لسلسلة 3 أكثر استحسانا، وقال أن الجهاز موجه إلى حد كبير للطلاب وكجهاز إضافي داخل المنزل – خاصة للمستخدمين الذين ألفوا تطبيقات جوجل مثل جوجل دوكس، جوجل درايف، وجيميل. "بداخلها جهاز عملي إن لم يكن متميزا، عمر البطارية جيد، ويعمل بسرعة، والسعر ب249 دولار يمنح حرية أكبر من نظيره سامسونج سلسلة 5 550”. وخصم التقييم نقاطا عن الأداء. "إنه جيد للعديد من المهام، ولكن يجب على المستخدمين الذين اعتادوا على أشياء أكثر من متصفح أن يبتعدوا عنه".

### كروم بوكس
في تقييم أول لجهاز سامسونج كروم بوكس المكتبي التي أصدر في مايو 2012، وصفه جوي سنيدون من OMG! Chrome! بأنه "عملية بيع صعبة". وكتب أن جوجل وسامسونج وأيسر قضت وقتا عصيبا لشرح مفهوم نظام تشغيل كروم. انه يتوقع أن يواجه نظام كروم على الحواسب المكتبية عقبات مماثلة، ونجاحه "أبعد ما يكون عن المؤكد. وإذا كان التسعير العالي الذي توقعه TigerDirect صحيحا فإن سامسونج قد تجد نفسها مع مهمة شاقة لكسب مكان للجهاز بين المستهلكين.""

## حواسيب مشابهة

### لابتوب أندرويد

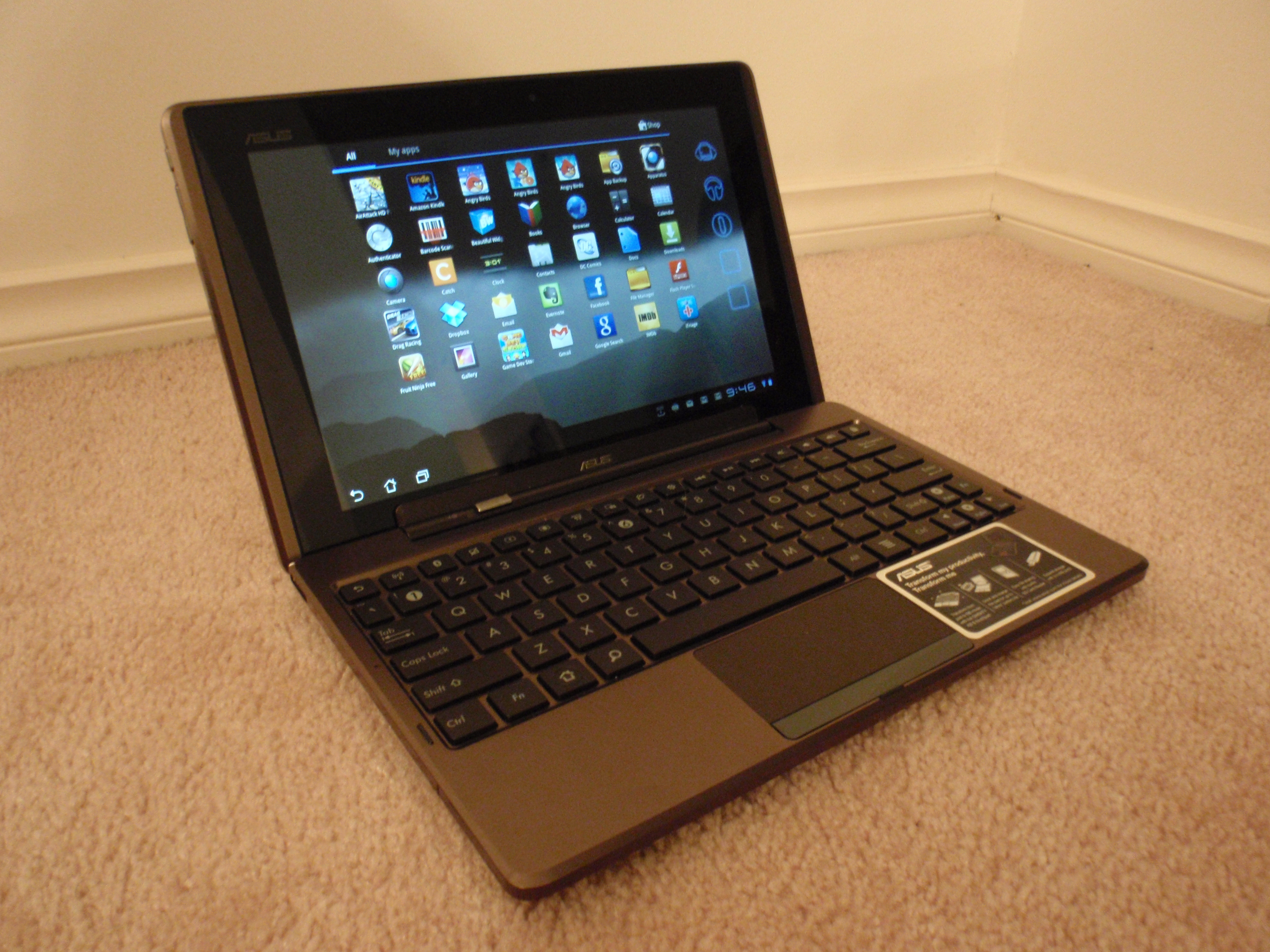
لابتوب اسوس ايي باد بنظام اندرويد

في أبريل عام 2013، ذكرت انتل التي تنتج رقائق باي تريل أنه سيتم استخدامها في سلسلة من أجهزة اللاب توب الرخيصة التي تعمل باللمس والتي تعمل أساسا على نظام جوجل أندرويد. وهذه الخطوة ستصنع منافسا مباشرا لأجهزة كروم بوك (وكذلك أجهزة لابتوب ويندوز 8) باستخدام نظم التشغيل الأخرى من جوجل.

### كروم بيس
في يناير 2014 أعلنت شركة إل جي أليكترونيكس عن منتجها كروم بيس (الكل في واحد) مزود بشاشة 21.5 بوصة في معرض الإلكترونيات الاستهلاكية في لاس فيغاس.

## أنظمة تشغيل أخرى

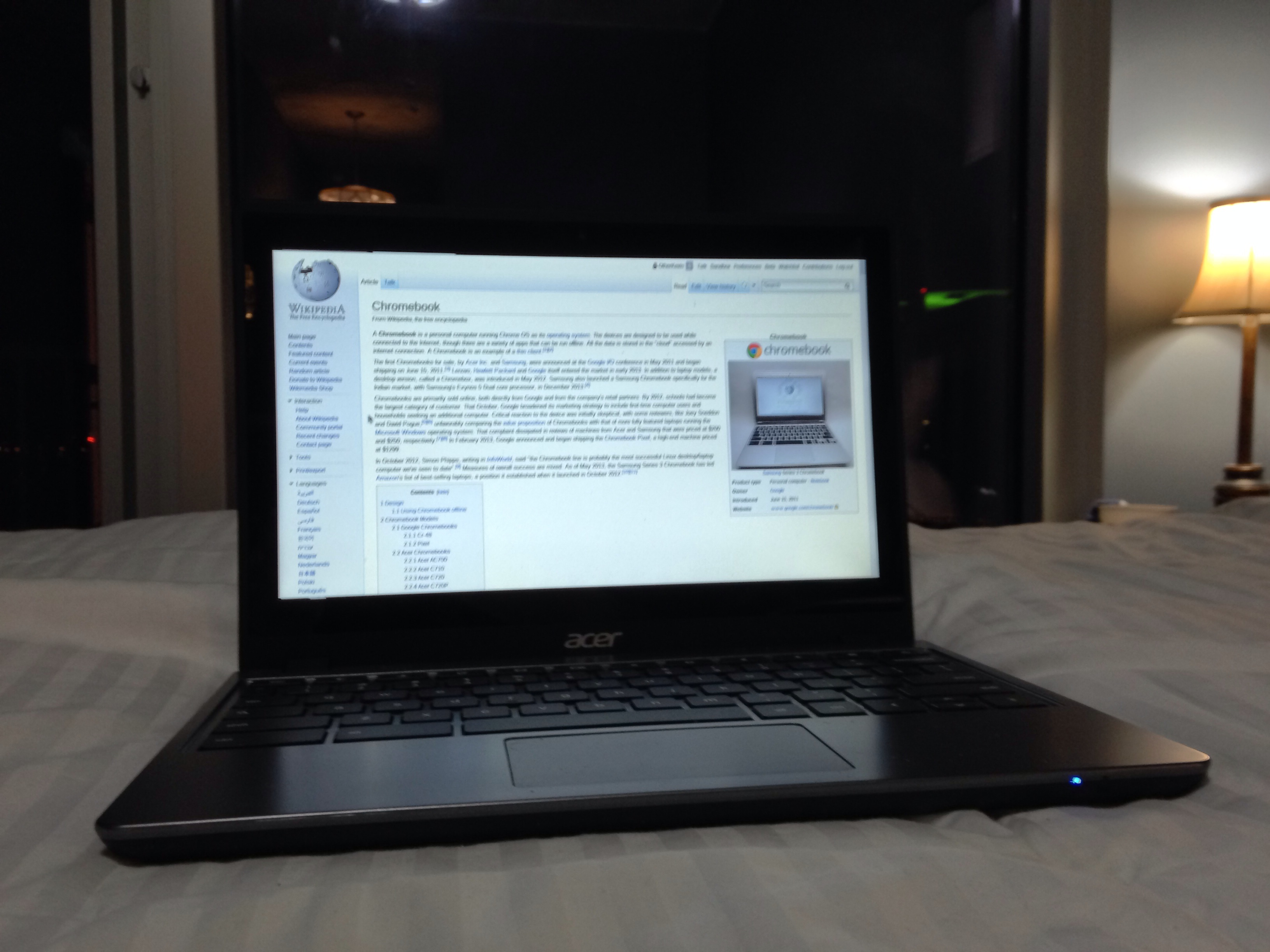
صور لكروم بوك من انتاج شركة أيسر

تستطيع أجهزة كروم بوك تشغيل أنظمة تشغيل أخرى مثل توزيعات جنو – لينكس، حيث أن بعض أجهزة كروم بوك تشتمل على سي بايوس SeaBIOS والذي يمكن المستخدم من تفعيل خاصية تنصيب أي توزيعة من توزيعات لينكس، ولكن يشترط أن يعمل المستخدم علي وضع المطورين developer mode

## الخلاف على العلامات التجارية
في يونيو 2011، قاضت شركة ISYS تكنولوجيز، ومقرها في سولت لايك سيتي، شركة جوجل في محكمة مقاطعة يوتا، مطالبة بحقهم باسم «كروميوم»، وبهذا فلهم الحق أيضا، باسم كروم بوك وكروم بوكس. سعت الدعوى لإيقاف جوجل والأجهزة وشركائها التسويقيين من بيع أجهزة كروم بوك. تم إسقاط الدعوى لاحقا، وتخلت ISYS عن علامتها التجارية كجزء من تسوية لم يكشف عنها.